# Felicia Welander
Felicia Welander, född 1973, är en svensk författare och skribent verksam i Bollnäs och Stockholm. Hon debuterade 2015 med romanen Kanske imorgon och var en av de första författarna som skrev följetonger för ljud för Storytel Original (bland annat ljudkalendern 2018 i Writers room tillsammans med Karin Janson och Gunnar Svensén